# Campeonato de España de Autocross
El Campeonato de España de Autocross (CEAX) es la máxima competición de la modalidad de circuito offroad que se disputa en España, organizada por la Real Federación Española de Automovilismo anualmente desde 1978.

## Historia
Tras no llegar a cuajar el Campeonato de España de Midgets de finales de los 40, en 1974 se disputaron las primeras dos pruebas heredadas de Francia en circuitos off-road improvisados con Citroën 2 CV. Tuvieron tanto éxito aquí como allí y citroën se lanzó a organizar este campeonato de forma oficial desde 1975 hasta 1980. El mismo sentó las bases del que sería en su primera temporada una Copa y a partir de 1979 el Campeonato de España de Autocross. Si bien es cierto que durante los años 80 el campeonato español estaba ensombrecido por el catalán ya que el nacional estaba menguado por unos reglamentos muy cambiantes y por un escaso interés de la federación en él, con las diversas reestructuraciones de los 90 se fue consolidando junto a unos circuitos que en su mayor parte aparecieron para quedarse. 
Nomenclaturas
- Copa de España de Autocross (1978)
- Campeonato de España de Autocross (1979-1991, 1998-actual)
- Trofeo de España de Autocross (1992)
- Copa de España de Velocidad en Tierra (1993-1994)
- Copa de España de Velocidad en Circuitos de Tierra (1995-1997)

### Circuitos
El último circuito importante creado a nivel nacional es el que está en la Ciudad del Motor en Alcañiz en la provincia de Teruel. El más famoso e importante está en la localidad de Arteijo, próximo a La Coruña y es conocido popularmente como la catedral del Autocross. Se distingue por la gran participación de pilotos internacionales, por el gran nivel de los pilotos locales y por la gran cantidad de público que asiste. La única provincia en la que se disputan dos pruebas de nivel nacional es Lérida. Una se disputa en la localidad de Mollerusa donde actualmente corre el europeo, y otra en Lérida capital.
Carreras más importantes a nivel nacional actuales y recientes:
- Alcañiz-Motorland (Teruel)
- Arteijo (La Coruña)
- Carballo (La Coruña)
- Esplús (Huesca)
- Jerez de los Caballeros (Badajoz)
- Lérida (Lérida)
- Miranda de Ebro (Burgos)
- Mollerusa (Lérida)
- Talavera de la Reina (Toledo)

## Formato
Desde su última redistribución en 2019, el CEAX se divide en cuatro campeonatos:
- División I reservada a Turismos y Prototipos Nacionales.
- División II reservada a Vehículos Off Road.
- División III reservada a Buggyes y SuperBuggyes.
- Car Cross reservado a estos vehículos.

También se entregan las copas Car Cross Promoción y Car Cross Junior a las que optan los pilotos más jóvenes.
Las carreras se desarrollan en trazados sobre tierra (no mixtos como en el Rallycross) con una longitud aproximada de un kilómetro. El formato del fin de semana consiste en la celebración de varias mangas de calificación para cada categoría dependiendo del número de inscritos. Una vez finalizadas todas ellas, los mejores tiempos de los participantes confeccionan una clasificación acumulada que define la parrilla de salida de las carreras finales. En caso de haber suficiente número de participantes, se celebrarán también finales B o C si fuese necesario.

## Campeones
| Año  | Absoluto              | Absoluto              |
| ---- | --------------------- | --------------------- |
| 1978 | Luis Sellabona        | Luis Sellabona        |
| 1979 | Alberto Sauri         | Alberto Sauri         |
| Año  | A                     | B                     |
| 1980 | José Ascaso           | Juan Doval            |
| Año  | Turismos              | FTT                   |
| 1981 | José Ascaso           | Juan Doval            |
| 1982 | José Alfredo Ruiz     | José Luis Valdés      |
| 1983 | Ramón Pich            | Agustín Dalmau        |
| Año  | D2                    | D3                    |
| 1984 | Mario Muñoz           | Ramón Dalmau (TT)     |
| 1985 | Emili Farina          | Baldiri Massegú       |
| 1986 | Emili Farina          | A. Cervera            |
| 1987 | ?                     | ?                     |
| 1988 | Facundo Cañado (D1-2) | Baldiri Massegú       |
| 1989 | Facundo Cañado (D1-2) | Luis Tamayo           |
| 1990 | Facundo Cañado        | Josep Maria Cadellans |
| 1991 | Carlos Semper         | Josep Maria Cadellans |

| Año  | D1                 | D2                 | D3                   |
| ---- | ------------------ | ------------------ | -------------------- |
| 1992 | Adrián Aguilelda   | Salvador Fugardo   | Iñaki Arburu         |
| 1993 | Miguel Ángel Verge | Florencio Sánchez  | Jaume Vilalta        |
| 1994 | A. Saball          | José María Karrera | Jesús María Llorente |
| 1995 | Juan Segalas       | Jon Aguirre        | Iñaki Alberdi        |

| Año  | D1                 | D2                                 | D3            | Kart-Cross   |
| ---- | ------------------ | ---------------------------------- | ------------- | ------------ |
| 1996 | Josep Guerrero     | Jon Aguirre                        | Iñaki Alberdi | Delfín Lahoz |
| 1997 | José Juan Guerrero | Manuel Fugardo José A. Diego (DRM) | Iñaki Alberdi | Ramón Dalmau |

| Año  | Turismos         | Monoplazas             | Kart-cross       |
| ---- | ---------------- | ---------------------- | ---------------- |
| 1998 | Salvador Fugardo | Juan Aguirre Odriozola | Delfín Lahoz     |
| 1999 | Manuel Fugardo   | Delfín Lahoz           | Delfín Lahoz     |
| 2000 | Manuel Fugardo   | Juan José Aranda       | Juan José Aranda |
| 2001 | Salvador Fugardo | Delfín Lahoz           | Delfín Lahoz     |
| 2002 | Salvador Fugardo | Delfín Lahoz           | Delfín Lahoz     |
| 2003 | Joan Serrat      | Jordi Casas            | Jordi Casas      |
| 2004 | Toni Cánovas     | Delfín Lahoz           | Delfín Lahoz     |
| 2005 | Toni Cánovas     | Perfecto Calviño       | Perfecto Calviño |

| Año  | Turismos                  | Car Cross           | D3                  | Car Cross JR  |
| ---- | ------------------------- | ------------------- | ------------------- | ------------- |
| 2006 | José Manuel Diego Luengas | Jordi Casas         |                     |               |
| 2007 | Manuel Fugardo            | Marc Batlle         |                     |               |
| 2008 | Salvador Fugardo          | Sergio Ortega       |                     |               |
| 2009 | Joan Salichs              | Jordi Puigvert      |                     |               |
| 2010 | Joan Salichs              | Iago Caamaño        |                     |               |
| 2011 | Perfecto Calviño          | Joan Enric de María | Asier Guinea        |               |
| 2012 | Iván Posado               | Eduardo Mosquera    | Asier Guinea        |               |
| 2013 | Iván Posado               | Juan José Moll      | Joan Enric de María |               |
| 2014 | Iván Posado               | Marc Batlle         | Joan Enric De María | Jan Solans    |
| 2015 | Iván Posado               | Anton Muiños        | Joan ENric de María | Dario Calviño |
| 2016 | Joan Enric de María       | Juan José Moll      | Joan Enric de María | Oscar Palomo  |
| 2017 | Roberto Martínez Gavilán  | Juan José Moll      | David Pascual       | Josep Arqué   |
| 2018 | Iván Posado (Off-Road)    | Ivan Piña           | Carlos Hernando     | Javier Bracho |

| Año  | D1                     | D2                 | D3              | Car Cross      |                   | Car cross JR      | Car Cross Promoción |
| ---- | ---------------------- | ------------------ | --------------- | -------------- | ----------------- | ----------------- | ------------------- |
| 2019 | Perfecto Calviño       | Cristian Escribano | Carlos Hernando | Juan José Moll | Antonio Herrerias | Diego Varela      |                     |
| 2020 | Tomás Aranda           | Rafael Gallardo    | Ares Lahoz      | Iván Piña      | Gil Membrado      | Antonio Herrerias |                     |
| 2021 | Víctor Vicente Álvarez | Cristian Escribano | Carlos Hernando | Joan Salichs   | Josep Aranda      | Alberto Lorenzo   |                     |
| 2022 | Víctor Vicente Álvarez | Cristian Escribano | Carlos Hernando | Iván Piña      | Pol Duran         | Gabriel Duran     |                     |
| 2023 | Tomás Aranda           | Gabriel Serrano    | Carlos Hernando | Iván Piña      | Quim González     | Pol Duran         |                     |
| 2024 | Roberto Martínez       | Jonathan Vázquez   | Carlos Hernando | Joan Salichs   | Iago Rodríguez    | Quim González     |                     |